# Copa de Etiopía
La Copa etíope de fútbol es la segunda competición futbolística de Etiopía. Se disputa desde 1945 y es organizada por la Federación Etíope de Fútbol.
El equipo campeón clasifica a la Copa Confederación de la CAF.

## Historia
Los clubes de Eritrea, principalmente de su capital Asmara, participaron en este campeonato hasta 1993, año de la Independencia de Eritrea.

## Palmarés
| - 1945 : British Military Mission-BMME (Addis Abeba) - 1946 : Army (Addis Abeba) - 1947 : Polisportiva (Addis Abeba) - 1948 : Body Guard (Addis Abeba) - 1949 : Army (Addis Abeba) - 1950 : Army (Addis Abeba) - 1951 : Army (Addis Abeba) - 1952 : Saint-George SA (Addis Abeba) - 1953 : Saint-George SA (Addis Abeba) - 1954 : Army (Addis Abeba) - 1955 : Mechal (Addis Abeba) - 1956 : Mechal (Addis Abeba) - 1957 : Saint-George SA (Addis Abeba) - 1958 : Mekuria (Addis Abeba) - 1959 : Omedla (Addis Abeba) (Police) - 1960 : Nib (Debre Zeit) (Air Force) - 1961-69 : No se disputó - 1970 : Asmara (Asmara) - 1971 : EEPCO FC (Addis Abeba) - 1972 : EEPCO FC (Addis Abeba) - 1973 : Saint-George SA (Addis Abeba) - 1974 : Saint-George SA (Addis Abeba) - 1975 : Mechal (Addis Abeba) - 1976 : EEPCO FC (Addis Abeba) - 1977 : Saint-George SA (Addis Abeba) - 1978 : Omedla (Addis Abeba) - 1979 : No se disputó - 1980 : Ermejachen (Addis Abeba) - 1981 : Key Bahr "Red Sea" (Eritrea) - 1982 : Mechal (Addis Abeba) - 1983 : Key Bahr "Red Sea" (Eritrea) - 1984 : Eritrea Shoes (Eritrea) - 1985 : Eritrea Shoes (Eritrea) - 1986 : Building Construction (Addis Abeba) - 1987 : Eritrea Shoes (Eritrea) - 1988 : Bunna Gebeya (Addis Abeba) - 1989 : No se disputó - 1990 : Mechal (Addis Abeba) - 1991 : No se disputó - 1992 : No se disputó - 1993 : Saint-George SA (Addis Abeba) - 1994 : Muger Cement (Adama) - 1995 : Medhin (Addis Abeba) - 1996 : Awassa Flour Mill (Awassa) - 1997 : Wolaita Tussa (Awassa) |

### Finales desde 1998
| Temporada | Campeón                 | Resultado      | Finalista               |
| --------- | ----------------------- | -------------- | ----------------------- |
| 1997-98   | Ethiopian Coffee        | 4-2            | Saint-George SA         |
| 1998-99   | Saint-George SA         |                | Ethiopian Coffee        |
| 1999-00   | Ethiopian Coffee        | 2-1            | Awassa City FC          |
| 2000-01   | EEPCO FC                | 2-1            | Guna Trading FC         |
| 2001-02   | Medhin                  | 0-0 (6-3 pen.) | EEPCO FC                |
| 2002-03   | Ethiopian Coffee        | 2-0            | EEPCO FC                |
| 2003-04   | Banks SC                | 1-0            | Ethiopian Coffee        |
| 2004-05   | Awassa City FC          | 2-2 ( pen.)    | Muger Cement            |
| 2005-06   | Defence SC (Mekelakeya) | 1-0            | Ethiopian Bunna         |
| 2006-07   | Harrar Beer Botling FC  |                |                         |
| 2007-08   | Ethiopian Bunna         | 2-1            | Awassa City FC          |
| 2008-09   | No disputada            | No disputada   | No disputada            |
| 2009-10   | Dedebit FC              | 2-0            | Saint-George SA         |
| 2010-11   | Saint-George SA         | 3-1            | Muger Cement            |
| 2012      | No disputada            | No disputada   | No disputada            |
| 2013      | Defence SC (Mekelakeya) | 0-0 (4-2 pen.) | Saint-George SA         |
| 2014      | Dedebit FC              |                |                         |
| 2015      | Defence SC (Mekelakeya) | 2-0            | Awassa Kenema           |
| 2016      | Saint-George SA         | 1-1 (4-3 pen.) | Defense SC (Mekelakeya) |
| 2017      | Welayta Dicha           | 1-1 (4-3 pen.) | Defense SC (Mekelakeya) |
| 2018      | Defense SC (Mekelakeya) | 0-0 (3-2 pen.) | Saint-George SA         |

## Títulos por club
| Club                                            | Ciudad      | Campeón | Años campeón                                                                       |
| ----------------------------------------------- | ----------- | ------- | ---------------------------------------------------------------------------------- |
| Defense SC (Mekelakeya) (incluye Army y Mechal) | Addis Abeba | 14      | 1946, 1949, 1950, 1951, 1954, 1955, 1956, 1975, 1982, 1990, 2006, 2013, 2015, 2018 |
| Saint-George SA                                 | Addis Abeba | 10      | 1952, 1953, 1957, 1973, 1974, 1977, 1993, 1999, 2011, 2016                         |
| Ethiopian Bunna                                 | Addis Abeba | 5       | 1988, 1998, 2000, 2003, 2008                                                       |
| EEPCO FC Ethiopian Electric                     | Addis Abeba | 4       | 1971, 1972, 1976, 2001                                                             |
| Eritrea Shoes                                   | Eritrea     | 3       | 1984, 1985, 1987                                                                   |
| Ethiopian Insurance (Medhin)                    | Addis Abeba | 2       | 1995, 2002                                                                         |
| Mekuria (Body Guard)                            | Addis Abeba | 2       | 1948, 1958                                                                         |
| Omedla (Police)                                 | Addis Abeba | 2       | 1959, 1978                                                                         |
| Key Bahr "Red Sea"                              | Eritrea     | 2       | 1981, 1983                                                                         |
| Dedebit FC                                      | Addis Abeba | 2       | 2010, 2014                                                                         |
| British Military Mission-BMME                   | Addis Abeba | 1       | 1945                                                                               |
| Polisportiva                                    | Addis Abeba | 1       | 1947                                                                               |
| Nib (Debre Zeit; Air Force)                     |             | 1       | 1960                                                                               |
| Asmara FC                                       | Asmara      | 1       | 1970                                                                               |
| Ermejachen                                      | Addis Abeba | 1       | 1980                                                                               |
| Building Construction                           | Addis Abeba | 1       | 1986                                                                               |
| Muger Cement                                    | Adama       | 1       | 1994                                                                               |
| Awassa Flour Mill                               | Awassa      | 1       | 1996                                                                               |
| Wolaita Tussa                                   | Awassa      | 1       | 1997                                                                               |
| Bankoch (Banks SC)                              | Addis Abeba | 1       | 2004                                                                               |
| Awassa City FC                                  | Awassa      | 1       | 2005                                                                               |
| Harrar Beer Botling FC                          | Harar       | 1       | 2007                                                                               |
| Welayta Dicha                                   | Sodo        | 1       | 2017                                                                               |